# 希列街

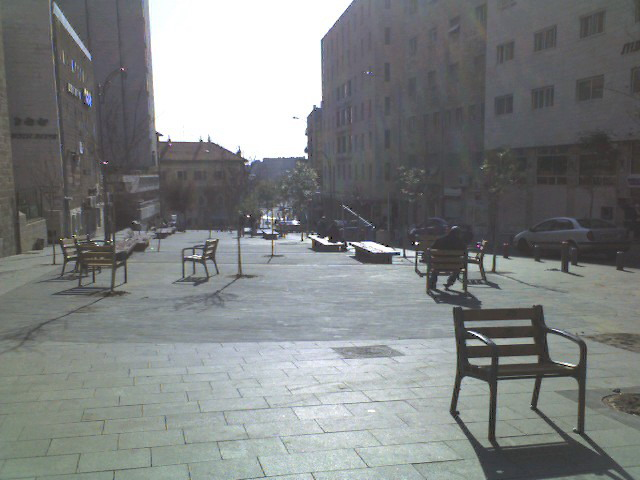
希列街，红色屋顶建筑是意大利犹太会堂

希列街（希伯來語：‎, Rehov Hillel）是耶路撒冷中心的一条街道，连接乔治王街与小本西拉街和玛米拉社区，平行于本耶胡达街。道路的下部介于 独立公园 和那哈拉特斯瓦社区之间。
这条街得名于希列长老，与之平行的煞買街则得名于煞買长老。沿街大部分建筑建于英国托管时期，按照当时的建筑风格。
它坐落在商业区。有商店，咖啡馆，酒吧和写字楼。街上最早的咖啡馆是Aroma Espresso Bar和希列咖啡馆。
其中值得注意的建筑有：
- 伊甸园酒店，前以色列银行，现为以色列移民部
- 耶路撒冷酒店大楼
- 意大利犹太会堂[3]
- Beit Agron,[4] 内有政府的外国记者办公室